# Áiša
Áiša bint Abú Bakr (arabsky عائشة‎, do češtiny přepisováno také jako Ajša, 613/614 – červenec 678) byla dcera prvního chalífy Abú Bakra a nejoblíbenější manželka proroka Mohameda.
Áiša byla s Mohamedem zasnoubena už v Mekce, ale přestěhovala se k němu až po jeho přesídlení do Medíny (hidžře). Milovala poezii a na rozdíl od svého manžela i hudbu a zpěv, přátelila se s al-Chansá, významnou arabskou básnířkou své doby. V náruči Áiši zemřel prorok Mohamed 8. června 632 a v jejím domě, na místě kde zemřel, byl i pochován.

## Dětství
Áiša se narodila v Mekce čtyři roky po počátku islámu. Byla dcerou Abdulláha bin Abí Quháfa (který je známý jako Abú Bakr) a Umm Rúmán bint 'Ámir bin 'Uwajmir.
Áišin otec byl nejprve ženat s Qatlah bint Abdul-'Uzzá, se kterou měl dvě děti – Abdulláha a Asmu. Není známo, zda jeho první žena přijala islám, avšak jeho druhá žena Umm Rúmán (matka Áišy), byla jednou z prvních věřících. Kromě Áišy měli s Abú Bakrem ještě syna Abdur-Rahmána. Po přijetí islámu si Abú Bakr vzal ještě dvě ženy – Asmu bint Umajs, se kterou měl syna Muhammada, a Habíbu bint Cháridžu, se kterou měl dceru Umm Kulthúm, která se narodila po Abú Bakrově smrti.
Během svého dětství v Mekce i Medíně byla Áiša velmi živá, hravá, chápavá, usměvavá. Svými vlastnostmi se podobala svému otci. Když jí bylo šest či sedm, emigrovala společně se svou rodinou do Medíny. V tě době už byla podepsána svatební smlouva mezi ní a Muhammadem, avšak členkou prorokovy domácnosti se stala až v Medíně.
Po příchodu do Medíny, který se uskutečnil nedlouho po odchodu Abú Bakra a Muhammada, Áiša stejně jako mnoho dalších mekkánských muslimů onemocněla a téměř měsíc zůstala upoutána na lůžku.

## Svatba s Prorokem
V prvních měsících bydlela Áiša se svou matkou a otcem až do měsíce šawwál, kdy se uskutečnila svatební hostina. Tento měsíc nebyl vybrán náhodou. Název šawwál pochází ze slova šála, což znamená (on) zemřel. Arabové v tomto měsíci neuzavírali sňatky. Proti tomu chtěl Prorok bojovat. Áiša byla hrdá na to, že se vdala v tento měsíc, a později doporučovala ženám ze své rodiny, aby se také vdaly v tento měsíc.
Áišin svatební obřad je popisován jako skromný, nekonala se žádná slavnost a ani se neporážela zvířata. Když vstoupila Áiša do prorokova domu, Muhammad jí nabídl mléko, avšak ona stydlivostí sklopila hlavu. Asma, která byla přítomna, ji pobídla znovu a pak nechali mléko kolovat mezi hosty. Jako mahr Áiša dostala zlato. Po příchodu do prorokovy domácnosti Áiša pokračovala ve svých hrách, často ji zde navštěvovali její rodiče i její kamarádky.
Muhammad o důvodu, proč si Áišu vzal, řekl: „Viděl jsem tě ve svém spánku po tři noci. Anděl tě přinesl zabalenou v hedvábí řka: ‚Toto je tvá manželka.‘ Když jsem odhalil její tvář, poznal jsem tebe. Co Alláh chce, to se stane.“ (zaznamenáno Buchárím)

## Skandál s náhrdelníkem
Tato prorokova žena proslula skandálem, který způsobila na výpravě proti kmeni Banú al-Mustalik. Při návratu ztratila náhrdelník, a když výprava zastavila k odpočinku, vydala se ho sama hledat. Protože nikdo netušil, že není ve svých zakrytých velbloudích nosítkách, vyrazila karavana na další cestu bez ní. Na její nepřítomnost se přišlo teprve v Medíně. Áiša se vrátila až s opozdilým členem výpravy. To vyvolalo mnoho pomluv, takže prorok na ně musel reagovat jedním ze svých zjevení. Stanovil nejen podmínky, za nichž může být muslimská žena obviněna z cizoložství, ale i tresty pro ty, kdo takové obvinění nebudou moci doložit alespoň čtyřmi svědky (Korán, súra 24, verš 4 a následující).

## Matka věřících
Když byl za vlády chalífy Umara ustanoven systém rent, jež muslimové pobírali z dobytých území, byla v něm Áiša uvedena na prvním místě jako Umm al-mu'minín, Matka věřících.

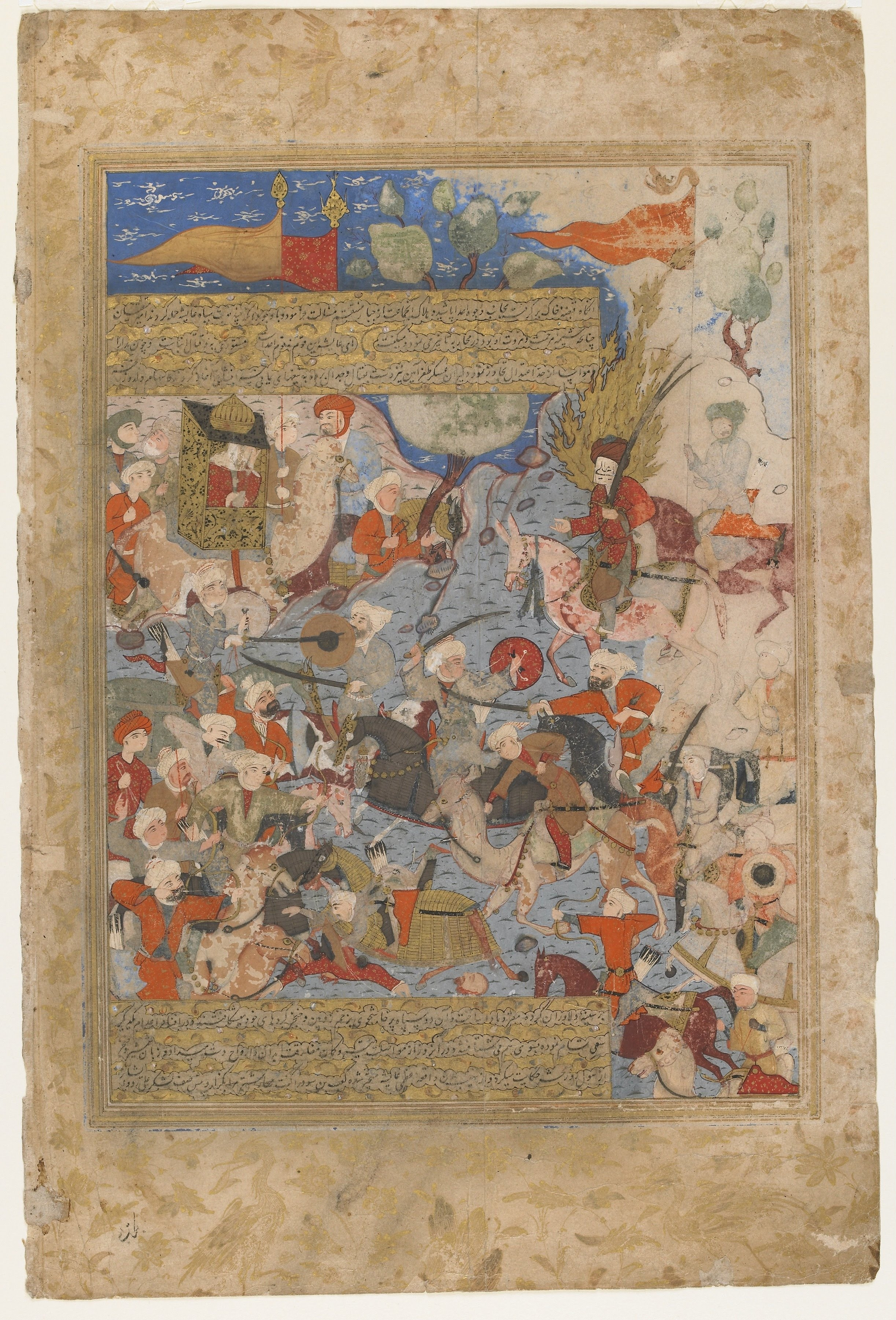
Ali a Áiša ve velbloudí bitvě

## Velbloudí bitva
V roce 656 se zúčastnila takzvané Velbloudí bitvy, nazvané podle toho, že po smrti velitelů dále pobízela vojsko Alího odpůrců ze svého velblouda. Bitvu, která byla součástí bojů o následnictví po zavraždění chalífy Uthmána, rozhodlo až její zajetí.

## Áišin věk
Podle většiny hadíthů bylo Áiše v době sňatku s Mohamedem 6 let a manželství bylo sexuálně naplněno v jejích devíti letech (podle at-Tabarího v deseti letech). Tato skutečnost je dnes často kritizována, kritika ze strany západní kultury se ovšem objevila až poměrně nedávno. Manželství s dětmi nebyla v tehdejší beduínské společnosti neobvyklá a po většinu historie bylo muslimskými historiky Aišino mládí považováno za velmi pozitivní fakt a často vyzdvihováno, protože bylo vnímáno jako potvrzení jejího panenství a čistoty. Kritici také poukazují na to, že prorok Mohamed je v islámu považován za vzor pro všechny muslimy, což může vést k tomu, že někteří muslimové v současnosti považují podobné sňatky za legitimní, zvláště když právo šaría nebrání manželství s osobami mladšími 18 let. Další kritici argumentují, že vševědoucí Bůh by nikdy neměl dopustit sexuální akt s tak mladou osobou, protože to může být pro dítě fyzicky i psychicky škodlivé. 